# 리미숙
리미숙은 조선민주주의인민공화국의 탁구 선수였다. 1990년 말레이시아 쿠알라룸푸르 아시아선수권대회에서 단체 은메달을 획득하였다.